# Desmeocraera antiopa
Desmeocraera antiopa är en fjärilsart som beskrevs av Pierre E.L. Viette 1954. Desmeocraera antiopa ingår i släktet Desmeocraera och familjen tandspinnare. Inga underarter finns listade i Catalogue of Life.